# Ecliptopera chrysozona
Ecliptopera chrysozona är en fjärilsart som beskrevs av Felix Bryk 1948. Ecliptopera chrysozona ingår i släktet Ecliptopera och familjen mätare. Inga underarter finns listade i Catalogue of Life.